# Resolució 955 del Consell de Seguretat de les Nacions Unides
La Resolució 955 del Consell de Seguretat de les Nacions Unides fou adoptada el 8 de novembre de 1994. Després de recordar totes les resolucions del Consell de Seguretat sobre Ruanda, el Consell va observar que s'havien produït greus violacions del dret internacional humanitari al país i, en virtut del Capítol VII de la Carta de les Nacions Unides, va establir el Tribunal Penal Internacional per a Ruanda (ICTR).
El Consell de Seguretat reconegué la tasca de la Comissió d'Experts establerta en la Resolució 935 (1994), i expressà la seva preocupació pels informes de genocidi i altres violacions generalitzades del dret internacional humanitari que havien tingut lloc a Ruanda. Declara que la situació constituïa una amenaça a la pau i la seguretat internacionals i que estava decidit a posar fi a aquest tipus de delinqüència i portar a la justícia els responsables per tal de restablir la pau. El Consell creu que l'establiment d'un tribunal internacional vetllaria perquè aquestes violacions s'aturessin i es tractessin. En aquest sentit, es va destacar la necessitat de la cooperació internacional per enfortir el sistema judicial a Ruanda.
L'Estatut del TPIR i els seus estatuts van establir després d'observar la sol·licitud del Govern de Ruanda per crear un tribunal internacional per a l'enjudiciament de les greus violacions del dret internacional humanitari a Ruanda entre l'1 de gener i el 31 de desembre de 1994. Es va instar a tots els països a cooperar amb el TPIR i els seus òrgans i adoptar mesures en virtut del dret intern per tal d'aplicar la present resolució. També es van demanar fons, equips i serveis a la cort per donar suport al procés. El govern de Ruanda seria notificat abans de prendre decisions sobre el compliment o la commutació de la pena en virtut dels articles 26 i 27 de l'Estatut del Tribunal Internacional per a Ruanda.
Es va demanar al Secretari General Boutros Boutros-Ghali que vetllés per la immediata implementació de la resolució actual i per establir el funcionament del tribunal, incloses les disposicions relatives a la seva ubicació. Això seria determinariat pel que fa a consideracions de justícia i equitat, així com l'eficiència administrativa, l'accés al testimoni i l'economia. També va assenyalar que el TPIR es podria reunir des de la se va seu per discutir les seves funcions. El Consell va concloure afirmant que el nombre de jutges i cambres judicials es podria augmentar quan fos necessari.
La resolució 955 va ser aprovada per 13 vots a favor i 1 vot en contra de Ruanda, mentre que la República Popular de la Xina es va abstenir. Tot i que Ruanda l'havia recolzat en els seus inicis, s'oposava al període cobert pel tribunal, de l'1 de gener al 31 de desembre de 1994, que considerava insuficient i que havia d'haver estat prorrogat fins a l'1 d'octubre de 1990, quan van començar les hostilitats. També va rebutjar l'absència de pena de mort en les clàusules de l'Estatut; que havia de ser una entitat independent amb la seva pròpia Cambra d'Apel·lacions i el Fiscal; que només ha de perseguir el genocidi i crims contra la humanitat; que els perseguits pel tribunal podrien ser empresonats a tercers països; que les decisions relatives a l'aplicació o la commutació de les sentències no han de ser responsabilitat de tercers països; i que la seva seu ha d'estar a Ruanda. Xina es va abstenir de votar perquè considerava el genocidi com un afer intern de Ruanda.